# 13 december
13 december är den 347:e dagen på året i den gregorianska kalendern (348:e under skottår). Det återstår 18 dagar av året.

## Återkommande bemärkelsedagar

### Övrigt
- Luciadagen
- A.C.A.B.-dagen

## Namnsdagar

### I den svenska almanackan
- Nuvarande – Lucia
- Föregående i bokstavsordning
  - Lisen – Namnet infördes på dagens datum 1986, men utgick 1993.
  - Lisette – Namnet infördes på dagens datum 1986, men utgick 1993.
  - Lucia – Namnet har, till minne av ett helgon från Syrakusa på Sicilien, som dog martyrdöden 304, funnits på dagens datum sedan gammalt och har inte flyttats.
- Föregående i kronologisk ordning
  - Före 1901 – Lucia
  - 1901–1985 – Lucia
  - 1986–1992 – Lucia, Lisen och Lisette
  - 1993–2000 – Lucia
  - Från 2001 – Lucia
- Källor
  - Brylla, Eva (red.). Namnlängdsboken. Gjøvik: Norstedts ordbok, 2000 ISBN 91-7227-204-X
  - af Klintberg, Bengt. Namnen i almanackan. Gjøvik: Norstedts ordbok, 2001 ISBN 91-7227-292-9

### Finlandssvenska almanackan
- Nuvarande från 1929[1] – Lucia
- I föregående revideringar[a][2]
  - inga ändringar sedan 1929

## Händelser

Frankerriket i slutet av 550-talet.

- 558 – När Childebert I dör kan hans bror Chlothar I återförena hela Frankerriket, då han även övertar dennes rike Paris (markerat med rosa på vidstående karta) och sedan tidigare är kung över Soissons (markerat med marinblått på vidstående karta). Frankerriket förblir sedan enat till Chlothars död tre år senare, då det på nytt delas mellan hans fyra söner.
- 1294 – Celestinus V abdikerar från påvestolen, eftersom han är rädd att hans påvliga plikter ska inkräkta på hans asketiska liv och därmed fördärva hans själ. Han blir därmed en av endast två påvar som självmant har abdikerat.
- 1545 – Tridentinska kyrkomötet inleds.
- 1570 – Freden i Stettin avslutar det nordiska sjuårskriget mellan Sverige och Danmark.
- 1577 – Sir Francis Drake påbörjar sin världsomsegling när han avseglar från Plymouth, England.
- 1642 – Abel Tasman når Nya Zeeland.
- 1843 – Storbritannien erkänner Lesotho.[3]
- 1862 – Amerikas konfedererade stater vinner slaget vid Fredericksburg i det Amerikanska inbördeskriget.
- 1926 – Thomas Madsen-Mygdal efterträder Thorvald Stauning som Danmarks statsminister.[4]
- 1937 – Slaget vid Nanjing avslutas med japansk seger och stadens fall. Den blir sedan platsen för ohyggliga illdåd under de följande tre månaderna.
- 1939
  - Med anledning av det pågående andra världskriget bildas samlingsregering i Sverige av Socialdemokraterna, Högerpartiet, Bondeförbundet och Folkpartiet.
  - Det svenska pansarskeppet ”Manligheten” exploderar av ett minsvep, varvid fyra dödas (en korpral och tre värnpliktiga) och tretton skadas.
- 1950 – Skådespelaren James Dean gör sin första filmroll i ett reklaminslag för Pepsi-Cola.
- 1967 – Kung Konstantin II av Grekland flyr med sin familj till Rom efter ett misslyckat försök att störta militärjuntan.
- 1972 – Astronauten Eugene A. Cernan blir den siste/senaste att lämna månen.
- 1973 – Storbritannien inför tredagarsvecka för att spara el.
- 1979 – Alkoholpåverkad 15-åring knivhugger en lärare på Svartedalsskolan i Biskopsgården, Göteborg, till döds.[5][6]
- 1981 – General Wojciech Jaruzelski beordrar undantagstillstånd i Polen.
- 1983 – Ingemar Stenmark vinner den alpina världscuptävlingen i slalom i Courmayeur, Italien.
- 1996 – Kofi Annan från Ghana väljs till generalsekreterare i Förenta nationerna.
- 2003 – Iraks före detta diktator Saddam Hussein grips av amerikanska styrkor på en bondgård utanför Tikrit, Irak.
- 2006 – Konventionen om rättigheter för personer med funktionsnedsättning antas av FN.
- 2007 – Lissabonfördraget undertecknas av Europeiska unionen.

## Födda
- 1521 – Sixtus V, född Felice Peretti, påve 1585–1590.
- 1533 – Erik XIV, kung av Sverige 1560–1568.
- 1553 – Henrik IV, kung av Frankrike 1589–1610.
- 1560 – Maximilien de Béthune, hertig av Sully, fransk statsman.
- 1678 – Yongzheng-kejsaren, kejsare av Kina.
- 1774 – Nathan F. Dixon, amerikansk politiker, senator (Rhode Island) 1839–1842.
- 1797 – Heinrich Heine, tysk poet.
- 1805 – Johann von Lamont, skotsk-tysk astronom och fysiker.
- 1807 – Giuseppe Pecci, italiensk kardinal, jesuit och thomistisk teolog.
- 1816
  - Clement Claiborne Clay, amerikansk politiker.
  - Werner von Siemens, tysk ingenjör, uppfinnare och industrialist.
- 1818 – Mary Todd Lincoln, amerikansk presidentfru, gift med Abraham Lincoln.
- 1829 – Hugo von Ziemssen, tysk fysiker.
- 1836 – Franz von Lenbach, tysk målare.
- 1856 – Svetozar Borojević von Bojna, österrikisk-ungersk militär och fältmarskalk.
- 1869 – Oliver Shoup, amerikansk republikansk politiker, guvernör i Colorado 1919–1923.
- 1881
  - Gustav Björkman, svensk förvaltare och politiker (högerpartiet).
  - Yngve Larsson, ledande borgarråd i Stockholm.
- 1887 – George Polya, ungersk-amerikansk matematiker.
- 1902 – Talcott Parsons, amerikansk sociolog.
- 1903 – Carlos Montoya, spansk-amerikansk flamencogitarrist.
- 1908 – Sture Lagerwall, svensk skådespelare och regissör.
- 1910 – Van Heflin, amerikansk skådespelare.
- 1911 – Trygve Haavelmo, norsk nationalekonom, mottagare av Sveriges riksbanks pris i ekonomisk vetenskap till Alfred Nobels minne 1989.
- 1914
  - Alan Bullock, brittisk historiker, Adolf Hitler – en studie i tyranni.
  - Gunnar Nordin, svensk travtränare och travkusk.
- 1915
  - Curd Jürgens, tysk skådespelare.
  - Peter Lindgren, svensk skådespelare.
  - Balthazar Johannes Vorster, sydafrikansk premiärminister 1966–1978 och president 1978–1979.
- 1917
  - Curt Edgard, svensk skådespelare.
  - Geminio Ognio, italiensk vattenpolospelare.
- 1920 – George P. Shultz, amerikansk politiker, utrikesminister 1982-1989.
- 1923
  - Philip W. Anderson, amerikansk fysiker, mottagare av Nobelpriset i fysik 1977.
  - Gunnar Lundin, svensk skådespelare, inspicient och produktionsledare.
- 1924 – Bertil Gärtner, svensk biskop i Göteborgs stift 1970–1991, professor emeritus.
- 1925 – Dick Van Dyke, amerikansk skådespelare, komiker.
- 1929
  - Gun Jönsson, svensk regissör och skådespelare.
  - Christopher Plummer, kanadensisk skådespelare.
- 1942 – Anna Eshoo, amerikansk demokratisk politiker, kongressledamot 1993–.
- 1948
  - Ted Nugent, amerikansk rock-and-roll-musiker.
  - Brian Wilson, brittisk parlamentsledamot.
- 1949 – Tom Verlaine, amerikansk sångare, gitarrist och låtskrivare, frontman i Television.
- 1950 – Tom Vilsack, amerikansk demokratisk politiker, guvernör i Iowa 1999–2007, jordbruksminister 2009–2017.
- 1951 – Grażyna Gęsicka, polsk sociolog och politiker, minister för regional utveckling 2005–2007.
- 1953 – Ben Bernanke, amerikansk centralbankschef, mottagare av Sveriges riksbanks pris i ekonomisk vetenskap till Alfred Nobels minne 2022.
- 1955 – Manohar Parrikar, indisk politiker.
- 1956 – John Chrispinsson, svensk journalist och tv-programledare.
- 1957 – Steve Buscemi, amerikansk skådespelare
- 1959 – Iodine Jupiter, svensk skräckpoet och musiker.
- 1960 – Harald Hamrell, svensk regissör, manusförfattare och skådespelare.
- 1964 – Hideto Matsumoto, japansk musiker.
- 1967 – Jamie Foxx, amerikansk skådespelare och sångare.
- 1969 – Sergej Fjodorov, rysk ishockeyspelare.
- 1975 – Tom DeLonge, amerikansk sångare och gitarrist.
- 1981 – Amy Lee, amerikansk sångare i bandet Evanescence.
- 1982 – Dan Hamhuis, kanadensisk ishockeyspelare.
- 1983 – Henrik Lundström, svensk skådespelare.
- 1984 – Hanna-Maria Seppälä, finländsk simmare.
- 1988 – Aleksandra Cotti, italiensk vattenpolospelare.
- 1989
  - Joonas Könttä, finländsk politiker.
  - Taylor Swift, amerikansk countryartist.

## Avlidna
- 558 – Childebert I, frankisk kung av Paris sedan 511.
- 1557 – Niccolò Fontana Tartaglia, italiensk matematiker.
- 1565 – Conrad Gesner, schweizisk naturforskare.
- 1603 – François Viète, fransk matematiker.
- 1621 – Katarina Gustavsdotter (Stenbock), drottning av Sverige 1552–1560, gift med Gustav Vasa.
- 1638 – Katarina Karlsdotter Vasa, svensk prinsessa, dotter till Karl IX, mor till Karl X Gustav.
- 1769 – Christian Fürchtegott Gellert, tysk skald och filosof.
- 1784 – Doktor Samuel Johnson, brittisk författare och lexikograf.
- 1821 – William A. Trimble, amerikansk politiker, senator (Ohio) 1819–1821.
- 1828 – Manuel Dorrego, Argentinas president, avrättad.
- 1863 – Friedrich Hebbel, österrikisk författare och dramatiker.
- 1886 – Charles Croswell, amerikansk politiker, guvernör i Michigan 1877–1881.
- 1903 – Alexander McDonald, amerikansk republikansk politiker, senator (Arkansas) 1868–1871.
- 1915 – Francis Cockrell, amerikansk general och politiker, senator (Missouri) 1875–1905.
- 1919 – Woldemar Voigt, tysk fysiker.
- 1929 – Rosina Heikel, Finlands första kvinnliga läkare.
- 1931 – William D. Jelks, amerikansk politiker, guvernör i Alabama 1901–1907.
- 1944 – Lupe Velez, mexikansk skådespelare.
- 1945
  - Josef Kramer, tysk SS-officer, koncentrationslägerskommendant, avrättad.
  - Fritz Klein, tysk SS-läkare och dömd krigsförbrytare.
  - Irma Grese, tysk krigsförbrytare.
- 1950 – Abraham Wald, rumänsk statistiker och nationalekonom.
- 1955 – Egas Moniz, portugisisk läkare och politiker, mottagare av Nobelpriset i fysiologi eller medicin 1949.
- 1958 – Maria Pavlovna av Ryssland, storfurstinna av Ryssland, mor till Lennart Bernadotte.
- 1961 – Grandma Moses, amerikansk målare, naivist.
- 1969 – Raymond A. Spruance, amerikansk amiral under andra världskriget.
- 1973 – William Bendtz, svensk produktionsledare och filmproducent.
- 1976 – Sture Petrén, jurist, hovrättspresident, ledamot av Internationella domstolen i Haag, ledamot av Svenska Akademien.
- 1981 – Anders Österling, poet, litteraturkritiker, ledamot av Svenska Akademien, dess ständige sekreterare under flera decennier.
- 1989 – Olga Appellöf, svensk skådespelare.
- 2001 – Chuck Schuldiner, amerikansk gitarrist och sångare, grundare av bandet Death.
- 2002 – Zaln Yanovsky, amerikansk musiker, medlem av The Lovin' Spoonful.
- 2004 – Tom Turesson, svensk fotbollsspelare.
- 2005 – Stanley Williams, grundare av ungdomsgänget Crips i Los Angeles.
- 2007 – Fuat Deniz, svensk sociolog av assyriskt ursprung.
- 2008 – Kjartan Slettemark, norsk konstnär bosatt i Sverige.
- 2009 – Paul Samuelson, amerikansk ekonom, mottagare av Sveriges riksbanks pris i ekonomisk vetenskap till Alfred Nobels minne 1970.
- 2010 – Richard Holbrooke, amerikansk diplomat.
- 2011 – Russell Hoban, amerikansk författare.
- 2012 – Maurice Herzog, fransk bergsklättrare och politiker.
- 2016 – Thomas Schelling, amerikansk ekonom, mottagare av Sveriges riksbanks pris i ekonomisk vetenskap till Alfred Nobels minne 2005.

### Fotnoter
1. ↑  ”Universitetets namnsdagsalmanacka - Universitetets almanacksbyrå”. almanakka.helsinki.fi. Helsingfors universitet. https://almanakka.helsinki.fi/sv/kalender-2025/. Läst 22 februari 2025.
2. ↑  ”Namnsdagsrevideringar - Universitetets almanacksbyrå”. almanakka.helsinki.fi. Helsingfors universitet. https://almanakka.helsinki.fi/sv/namnsdagar/namnsdagsrevideringar.html. Läst 3 oktober 2020.
3. ↑  ”Lesotho” (på engelska). World Statesmen. http://www.worldstatesmen.org/Lesotho.htm. Läst 23 september 2012.
4. ↑  ”Denmark” (på engelska). World Statesmen. http://www.worldstatesmen.org/Denmark.html. Läst 8 november 2012.
5. ↑  Riksdagens protokoll 1979/80:53 (13-14 december 1979)
6. ↑  Riksdagens protokoll 1979/80:61 (3-15 januari 1980)